# ۱۱۵۹ (قمری)
۱۱۵۹ (قمری)، هزار و صد و پنجاه و نهمین سال در گاهشماری هجری قمری است. اول محرم این سال برابر با بیست و چهارم ژانویه سال ۱۷۴۶ میلادی است.